# Brasile ai Giochi della XXVII Olimpiade
Il Brasile ha partecipato ai Giochi della XXVII Olimpiade di Sydney, svoltisi dal 15 settembre al 1º ottobre 2000, con una delegazione di 198 atleti di cui 92 donne. Ha conquistato sei medaglie d'argento e sei di bronzo; per la prima volta dopo vent'anni il Brasile non ha vinto nessuna medaglia d'oro alle Olimpiadi estive.

## Medaglie
| Medaglia | Atleta | Sport         | Evento                                      |
| -------- | --- | ------------- | ------------------------------------------- |
| Argento  | Vicente de Lima Édson Ribeiro André da Silva Claudinei da Silva Cláudio Roberto Souza                                                                                              | Atletica      | Staffetta 4×100 metri maschile              |
| Argento  | Zé Marco de Melo Ricardo Santos | Beach volley  | Maschile                                    |
| Argento  | Adriana Behar Shelda Bede | Beach volley  | Femminile                                   |
| Argento  | Tiago Camilo | Judo          | 73 kg                                       |
| Argento  | Carlos Honorato | Judo          | 90 kg                                       |
| Argento  | Robert Scheidt | Vela          | Classe Laser                                |
| Bronzo   | Brasile | Pallacanestro | Torneo femminile                            |
| Bronzo   | Adriana Samuel Sandra Pires | Beach volley  | Femminile                                   |
| Bronzo   | Rodrigo Pessoa Luiz Felipe De Azevedo Alvaro Miranda Neto Andre Johannpeter | Equitazione   | Salto ostacoli a squadre                    |
| Bronzo   | Torben Grael Marcelo Ferreira | Vela          | Classe Star                                 |
| Bronzo   | Fernando Scherer Gustavo Borges Carlos Jayme Edvaldo Valério | Nuoto         | Staffetta 4x100 metri stile libero maschile |
| Bronzo   | Elisângela de Oliveira Janina Conceição Raquel Silva Ricarda Lima Hélia de Souza Leila Barros Walewska de Oliveira Virna Dias Karin Rodrigues Kely Fraga Érika Coimbra Kátia Lopes | Pallavolo     | Femminile                                   |

### Medaglie per disciplina
| Sport         | Oro | Argento | Bronzo | Totale |
| ------------- | --- | ------- | ------ | ------ |
| Beach volley  | 0   | 2       | 1      | 3      |
| Judo          | 0   | 2       | 0      | 2      |
| Vela          | 0   | 1       | 1      | 2      |
| Atletica      | 0   | 1       | 0      | 1      |
| Pallacanestro | 0   | 0       | 1      | 1      |
| Equitazione   | 0   | 0       | 1      | 1      |
| Nuoto         | 0   | 0       | 1      | 1      |
| Pallavolo     | 0   | 0       | 1      | 1      |

## Risultati

### Calcio
- Uomini

| Atleta | Classifica |                    |
| --- | --- | ------------------ |
| V · D · M Nazionale olimpica brasiliana · Calcio ai Giochi Olimpici Estivi 2000 1 Hélton · 2 Baiano · 3 Fábio Bilica · 4 Álvaro · 5 Marcos Paulo · 6 Fábio Aurélio · 7 Ronaldinho · 8 Fabiano · 9 Edu · 10 Alex · 11 Geovanni · 12 Roger · 13 André Luís · 14 Lúcio · 15 Mozart · 16 Athirson · 17 Lucas · 18 Fábio Costa · CT : Luxemburgo | 7° |                    |
| Nazionale olimpica brasiliana · Calcio ai Giochi Olimpici Estivi 2000 | |                    |
| 1 Hélton · 2 Baiano · 3 Fábio Bilica · 4 Álvaro · 5 Marcos Paulo · 6 Fábio Aurélio · 7 Ronaldinho · 8 Fabiano · 9 Edu · 10 Alex · 11 Geovanni · 12 Roger · 13 André Luís · 14 Lúcio · 15 Mozart · 16 Athirson · 17 Lucas · 18 Fábio Costa · CT: Luxemburgo                                                                                  | 1 Hélton · 2 Baiano · 3 Fábio Bilica · 4 Álvaro · 5 Marcos Paulo · 6 Fábio Aurélio · 7 Ronaldinho · 8 Fabiano · 9 Edu · 10 Alex · 11 Geovanni · 12 Roger · 13 André Luís · 14 Lúcio · 15 Mozart · 16 Athirson · 17 Lucas · 18 Fábio Costa · CT: Luxemburgo | Brasile (bandiera) |

- Donne

| Atleta | Classifica |                    |
| --- | --- | ------------------ |
| V · D · M Nazionale brasiliana femminile · Calcio ai Giochi Olimpici Estivi 2000 1 Andréia · 2 Nenê · 3 Juliana · 4 Mônica · 5 Daniela · 6 Tânia Maranhão · 7 Formiga · 8 Cidinha · 9 Kátia · 10 Sissi · 11 Roseli · 12 Maravilha · 13 Maycon · 14 Raquel · 15 Simone · 16 Rosana · 17 Suzana · 18 Pretinha · CT : Duarte | 4° |                    |
| Nazionale brasiliana femminile · Calcio ai Giochi Olimpici Estivi 2000 | |                    |
| 1 Andréia · 2 Nenê · 3 Juliana · 4 Mônica · 5 Daniela · 6 Tânia Maranhão · 7 Formiga · 8 Cidinha · 9 Kátia · 10 Sissi · 11 Roseli · 12 Maravilha · 13 Maycon · 14 Raquel · 15 Simone · 16 Rosana · 17 Suzana · 18 Pretinha · CT: Duarte                                                                                   | 1 Andréia · 2 Nenê · 3 Juliana · 4 Mônica · 5 Daniela · 6 Tânia Maranhão · 7 Formiga · 8 Cidinha · 9 Kátia · 10 Sissi · 11 Roseli · 12 Maravilha · 13 Maycon · 14 Raquel · 15 Simone · 16 Rosana · 17 Suzana · 18 Pretinha · CT: Duarte | Brasile (bandiera) |

### Pallacanestro
- Donne

| Atleta | Classifica |
| --- | ---------- |
| V · D · M Nazionale brasiliana - Pallacanestro ai Giochi della XXVII Olimpiade - Torneo femminile 4 Claudinha · 5 Helen · 6 Adriana · 7 Adrianinha · 8 Lilian · 9 Janeth · 10 Zaine · 11 Marta Sobral · 12 Silvinha · 13 Alessandra · 14 Cíntia Tuiú · 15 Kelly · All. Antônio Barbosa | Bronzo     |
| Nazionale brasiliana - Pallacanestro ai Giochi della XXVII Olimpiade - Torneo femminile |            |
| 4 Claudinha · 5 Helen · 6 Adriana · 7 Adrianinha · 8 Lilian · 9 Janeth · 10 Zaine · 11 Marta Sobral · 12 Silvinha · 13 Alessandra · 14 Cíntia Tuiú · 15 Kelly · All. Antônio Barbosa                                                                                                   |            |